# Erazm z Rotterdamu
Erazm z Rotterdamu, łac. Desiderius Erasmus Roterodamus, właściwie Geert Geerts, Gerhard Gerhardson. (ur. 28 października 1466 lub 1467 w Rotterdamie, zm. 12 lipca 1536  w Bazylei) – niderlandzki duchowny katolicki, pisarz oraz uczony: filolog, filozof i pedagog. Jeden z czołowych humanistów renesansu (książę humanistów), propagator kultury antycznej, oskarżony o herezję. Głosił, że człowiek z natury jest dobry, zło zaś pochodzi z niewiedzy.

## Życiorys
Urodzony w Rotterdamie, w ówczesnym hrabstwie Holandia. Był nieślubnym synem Rogera Gerarda, który później został katolickim kapłanem i Margaret, córki lekarza z Zevembergu. Wcześnie osierocony, w 1487 roku wstąpił do klasztoru augustianów, w którym przebywał pięć lat. W 1492 roku przyjął święcenia kapłańskie. Następnie za pozwoleniem władz duchownych opuścił klasztor i został sekretarzem biskupa Henryka von Bergen w Cambrai. W 1495 roku wyjechał do Paryża, później do Anglii, gdzie nawiązał przyjaźń z Tomaszem Morusem oraz Johnem Coletem, komentatorem Biblii. W 1506 roku uzyskał doktorat z teologii w Turynie.
Erazm nie sprawował swojego kapłańskiego urzędu, wcześnie zrzucił szaty zakonne i kapłańskie. Dopiero 24 lata po tym fakcie wniósł prośbę o papieską dyspensę.
Korespondował m.in. z Caritas Pirckheimer. Do ścisłej grupy polskich „erazmian” zalicza się przede wszystkim: biskupa Piotra Tomickiego, kanclerza Krzysztofa Szydłowieckiego, prymasa Andrzeja Krzyckiego, poetę Jana Dantyszka oraz członków rodziny Łaskich, na czele z reformatorem Janem i dyplomatą Hieronimem.

## Twórczość
W swoich dziełach krytykował przywary społeczne, takie jak przekupstwo, hipokryzja, rozwiązłe obyczaje kleru. Najsławniejsza jego rozprawa Pochwała głupoty jest satyrą na ówczesne społeczeństwo. Był twórcą irenizmu. Jako przeciwnik scholastyki, krytykował ją za odejście od ewangelicznej prostoty i sprowadzenie orędzia Chrystusa do akademickich dysput. W 1516 roku opracował pierwsze greckie wydanie Nowego Testamentu (Novum Instrumentum omne). Namawiał, aby Pismo Święte było czytane przez osoby świeckie w języku narodowym. Opublikował krytyczne wydania dzieł klasyków: Arystotelesa, Cycerona, Seneki, a także Ojców Kościoła: Ambrożego, Orygenesa, Augustyna.
Poglądy pedagogiczne Erazma charakteryzują się ciepłem i serdecznością względem dzieci i młodzieży. Sprzeciwiał się on szkole takiej, jaka istniała, zwłaszcza surowemu traktowaniu uczniów przez nauczycieli. Nie podobały mu się również treści i metody nauki szkolnej. Uważał, że nauka w szkole ma być przyjemna dla dziecka, sprawiać radość, pociągać. Przekonywał, że kształcenie powinno opierać się na językach klasycznych – łacinie i grece, a historia, geografia, matematyka powinny pełnić rolę służebną w stosunku do literatury. Jeśli chodzi o metodę nauki, Erazm zalecał m.in. De ratione studii – umieszczanie greckich i łacińskich sentencji w widocznych miejscach domu (w tym na ścianach), tak, aby ciągle czytane przez uczącego się, wspomagały naukę i koncentrację.

## Działalność reformatorska
Jeszcze przed wystąpieniem Lutra głosił poglądy zbliżone do reformacyjnych. Szydził ze średniowiecznej pobożności, ze średniowiecznych podręczników, takich jak Mammotrectus super Bibliam, na których kształcili się duchowni.
Pragnął wydać własny przekład Nowego Testamentu na łacinę, jednak nie mógł znaleźć wydawcy. Przygotował więc Novum Instrumentum omne – Nowy Testament grecko-łaciński (tekst łaciński to jego własny przekład). Wydanie to wzbudziło zainteresowanie prawdami wiary pierwotnego Kościoła i przyczyniło się do zakwestionowania wielu katolickich doktryn, przez co wywołało szerokie kontrowersje. Utorowało także drogę do przekładów Biblii na języki narodowe. Jednym z nich był niemiecki przekład Nowego Testamentu przygotowany przez Marcina Lutra. Erazm zachęcał osoby świeckie do czytania Pisma Świętego i popierał działalność reformatora. W liście do elektora saskiego Fryderyka Mądrego pisał, że „grzechem” Lutra jest to, że „naruszył tiarę papieża i brzuchy mnichów”, a w liście do papieża Leona X nazwał go „potężną trąbą ewangelii prawdy”. W późniejszym czasie poróżnił się z Lutrem w kwestii wolnej woli człowieka, pozostał jednak zwolennikiem reform w Kościele oraz nawoływał do powrotu do nauki Chrystusa.
Z powodu swoich poglądów naraził się na ostrą krytykę władz Kościoła katolickiego. W wielu miejscach Europy zwalczano rozpowszechnianie jego dzieł, palono je na stosie, jego samego zaś oskarżano o herezję (na jego pogrzebie nie zjawił się żaden katolicki duchowny). Papież Paweł IV w 1559 zaliczył wszystkie jego dzieła do pierwszej kategorii ksiąg zakazanych. Sankcje te zostały kilka lat później częściowo złagodzone przez Sobór Trydencki, nadal jednak większość z tych dzieł podlegała mniej lub bardziej restrykcyjnej cenzurze . Jednak nie wszyscy hierarchowie byli mu nieprzychylni. Do jego przyjaciół zaliczał się m.in. kardynał Jan Fisher (przyszły święty). Papież Paweł III (1534–1549) w 1535 roku zaproponował mu nawet kapelusz kardynalski. Erazm odmówił przyjęcia tej nominacji z uwagi na zły stan zdrowia.

## Doktryna polityczna
Republikanizm – krytykował szlachectwo bez cnoty, snobizm i godności duchowe bez pobożności oraz wiedzy, jak również demoralizację kleru, a także instytucję monarchii dziedzicznej.
Pacyfizm – uważał, że wojna jest sprzeczna z filozofią świata i występuje przeciwko naturze człowieka, który jest stworzony do życia w pokoju. Wojna niszczy prawa moralne, zasady religijne i wartości kulturalne. Dzielił wojny na sprawiedliwe – obronne i niesprawiedliwe – łupieżcze.

## Dzieła

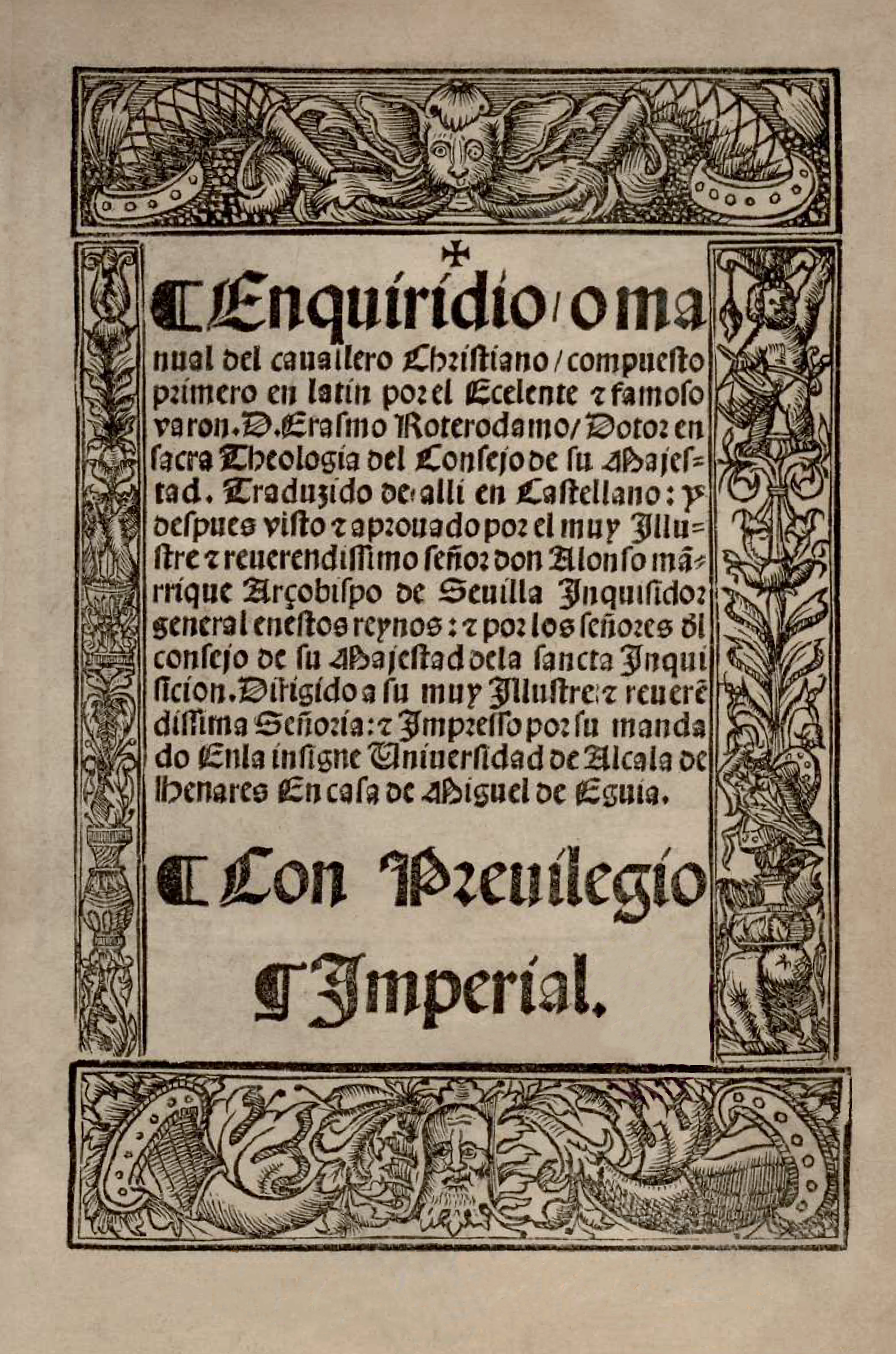
Enchiridion militis Christiani (1503).

Erazm pisał wyłącznie po łacinie, wypracowując w niej własny styl, różny od włoskiego cyceronianizmu, który krytykował jako niewolnicze podążanie za wzorem mistrza. W większości jego dzieł można znaleźć wskazówki czy pouczenia dydaktyczne. Do pedagogicznych prac należy zaliczyć:
- 1512: O sposobie studiów;
- 1518: Rozmówki dla dzieci;
- 1530: O sposobie pisania listów;
- 1528: Cyceronianin, czyli najlepszy sposób mówienia – gdzie wymienia pośród polskich humanistów m.in. Andrzeja Krzyckiego[9];
- 1529: Mowa o konieczności kształcenia chłopców zaraz od urodzenia w cnocie i naukach;
- 1530: O wytworności obyczajów chłopięcych.

Znane dzieła:
- 1503: Podręcznik żołnierza Chrystusowego;
- 1509: Pochwała głupoty;
- 1517: Skarga Pokoju;
- 1524: O wolnej woli;
- Księgi które zowią język.

Jego dzieła zostały wciągnięte do Indeksu ksiąg zakazanych.